# Ename

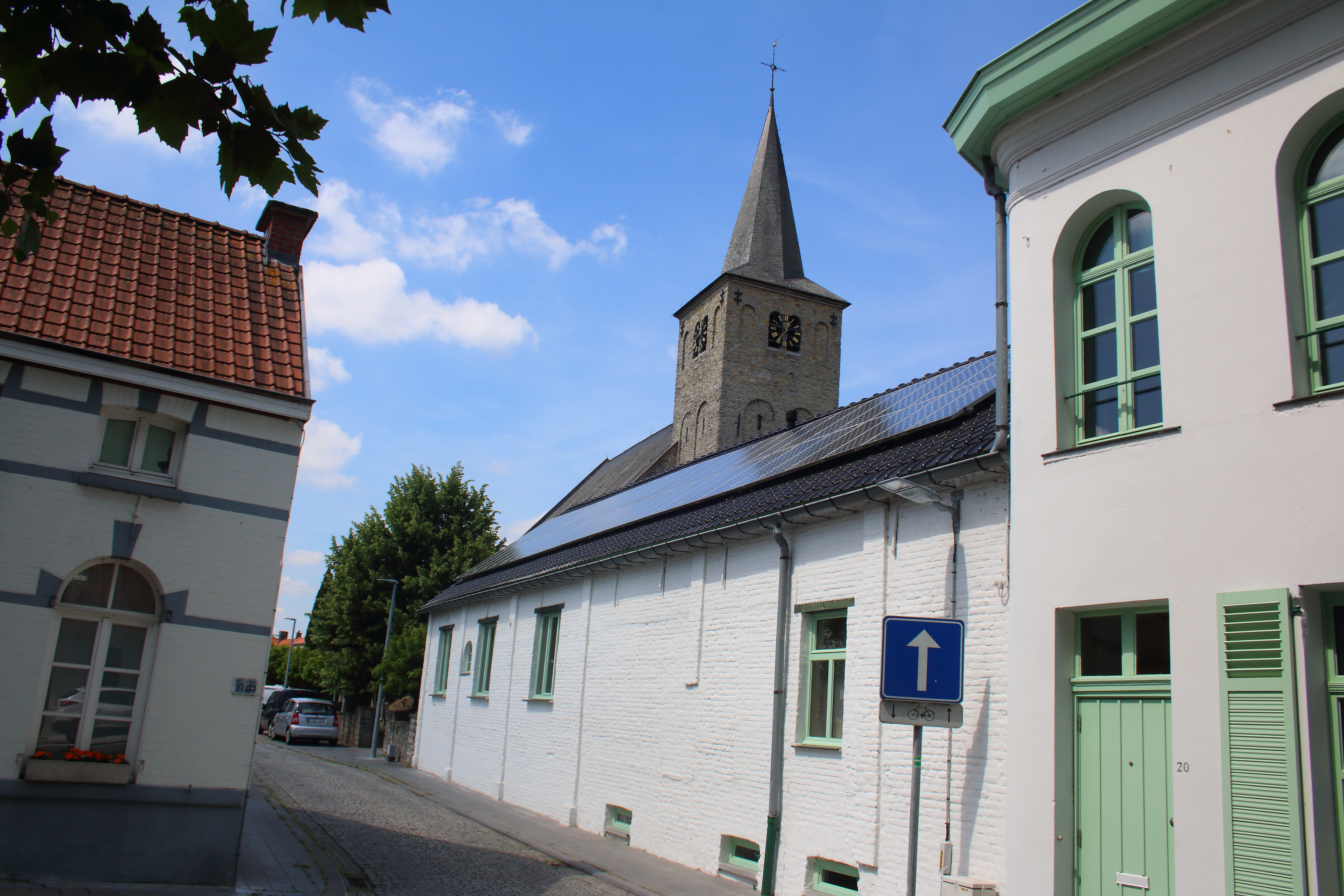
Ename-dorp.

Ename is een dorp in de Belgische provincie Oost-Vlaanderen en een deelgemeente van de stad Oudenaarde, het was een zelfstandige gemeente tot aan de gemeentelijke herindeling van 1965. Ename ligt aan de Schelde in de Vlaamse Ardennen, een heuvelachtig gebied in het zuidwestelijk deel van Oost-Vlaanderen.

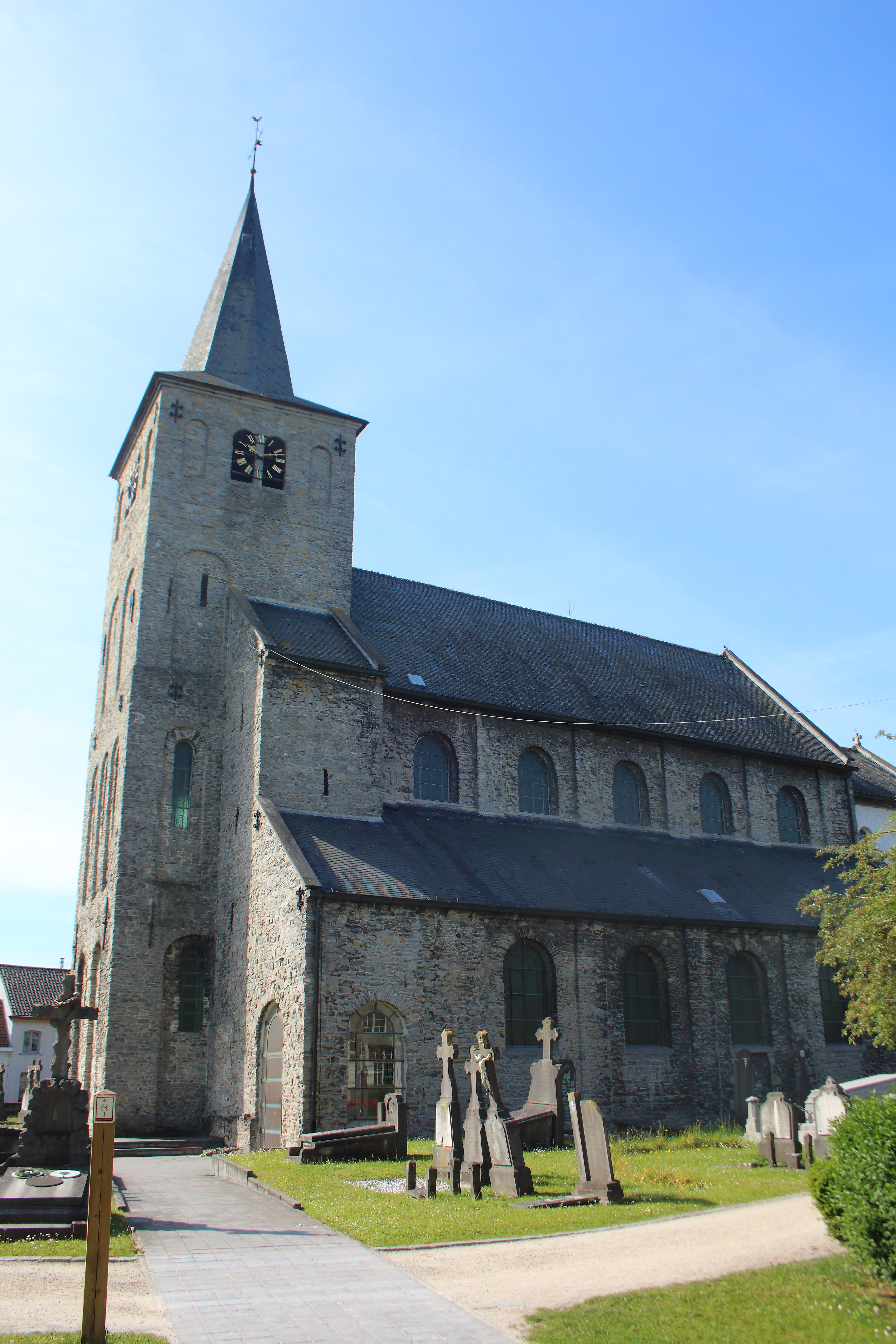
Sint-Laurentiuskerk

## Geschiedenis
Ename ligt op de rechteroever van de Schelde. Samen met Nederename vormde het een vroegmiddeleeuws domein met een agrarische bewoning, hooiland en bos.
Nadat in 925 koning Hendrik de Vogelaar het hertogdom Lotharingen definitief wist aan te sluiten bij Oost-Francië vormde de Schelde de grens met West-Francië. Zijn opvolger, keizer Otto II stichtte hier rond 950 de mark Ename.
In de 10e eeuw was er sprake van een belangrijke nederzetting met een sterke burcht, een kapittelkerk, marktrechten, een haven en tolheffing op de Schelde. Ook werden de Sint-Salvatorkerk en de Sint-Laurentiuskerk opgericht. In 1033 werd de burcht echter ingenomen door Boudewijn IV van Vlaanderen. De mark Ename werd bij Vlaanderen ingelijfd, de havenfunctie werd overgenomen door Oudenaarde. aan de vroegstedelijke ontwikkeling van Ename kwam een einde. Ename werd ingedeeld bij het Land van Aalst.
Omstreeks 1065 werd de Abdij van Ename gesticht, welke aanvankelijk in de resten van de burcht zetelde maar spoedig werd de Sint-Salvatorkerk bij de abdij betrokken terwijl de Sint-Laurentiuskerk als parochiekerk ging fungeren. In 1795 werd de abdij opgeheven, de gebouwen openbaar verkocht en vervolgens gesloopt. In 1868 werd een spoorlijn aangelegd dwars door het terrein van de voormalige burcht.
Ename bleef een landbouwdorp. Vanaf de jaren '70 van de 20e eeuw kwamen er echter woningbouwprojecten waardoor Ename zich tot een voorstad van Oudenaarde ontwikkelde.

## Bezienswaardigheden
- Het Provinciaal Archeologisch Museum. Vanaf eind 2024 verhuist het museum van Huis Beernaert aan de Lijnwaadmarkt naar het Provinciaal Erfgoedcentrum (Erfgoeddepot) op de archeologische site.[1]
- De archeologische site van Ename is 8 ha groot en bevindt zich in de Scheldemeersen. Hier zijn de grondvesten bewaard van de Ottoonse burcht, de handelsnederzetting en de Sint-Salvatorabdij. In 2012 werd naast de abdijruïnes een Provinciaal Erfgoedcentrum opgericht.[2]
- De Sint-Laurentiuskerk bevindt zich in het dorpscentrum. Het gebouw werd opgericht door Herman van Verdun omstreeks het jaar 1000. Gelegen op de grens tussen het Franse koninkrijk en het Ottoonse keizerrijk nam Ename op dat ogenblik een strategische positie in. Met de bouw van de Sint-Laurentiuskerk wilde Herman van Verdun zijn trouw aan de keizer tonen, vandaar de stijl van de grote Rijkskerken.
- Het historische Huis Beaucarne, een goed bewaard gebleven en beschermd 18de-eeuws woonhuis dat door de familie Beaucarne werd aangekocht in 1748 en altijd bleef van deze familie, die meerdere burgemeesters van Ename voortbracht doorheen de 19de en 20ste eeuw.
- Op het Enameplein vindt men nog een dorpspomp, een schandpaal (einde 18e eeuw) en een marktkruis (1778).
- Het Torreken te Walle, een kasteeltje.

## Natuur en landschap
Ename ligt aan de Schelde op een hoogte van 10-65 meter. Het ligt op de grens van de Scheldevallei en de Vlaamse Ardennen en is uiteindelijk vastgegroeid aan de stad Oudenaarde.
Het natuurreservaat Bos t'Ename is eigendom van Natuurpunt en de Vlaamse overheid. Bos t'Ename is toegankelijk langs twee wandelroutes.

## Demografische ontwikkeling
- Bronnen:NIS, Opm:1831 tot en met 1961=volkstellingen

## Politiek
Burgemeesters van Ename waren:
- ca. 1814: Pieter Antoon Biebuyck
- ca. 1826: Karel Francis Schautheer
- ca. 1870: Edmond Beaucarne

## Geboren
- Louis Beaucarne (1798), lid van het Belgisch Nationaal Congres, burgemeester van Ename

## Galerij

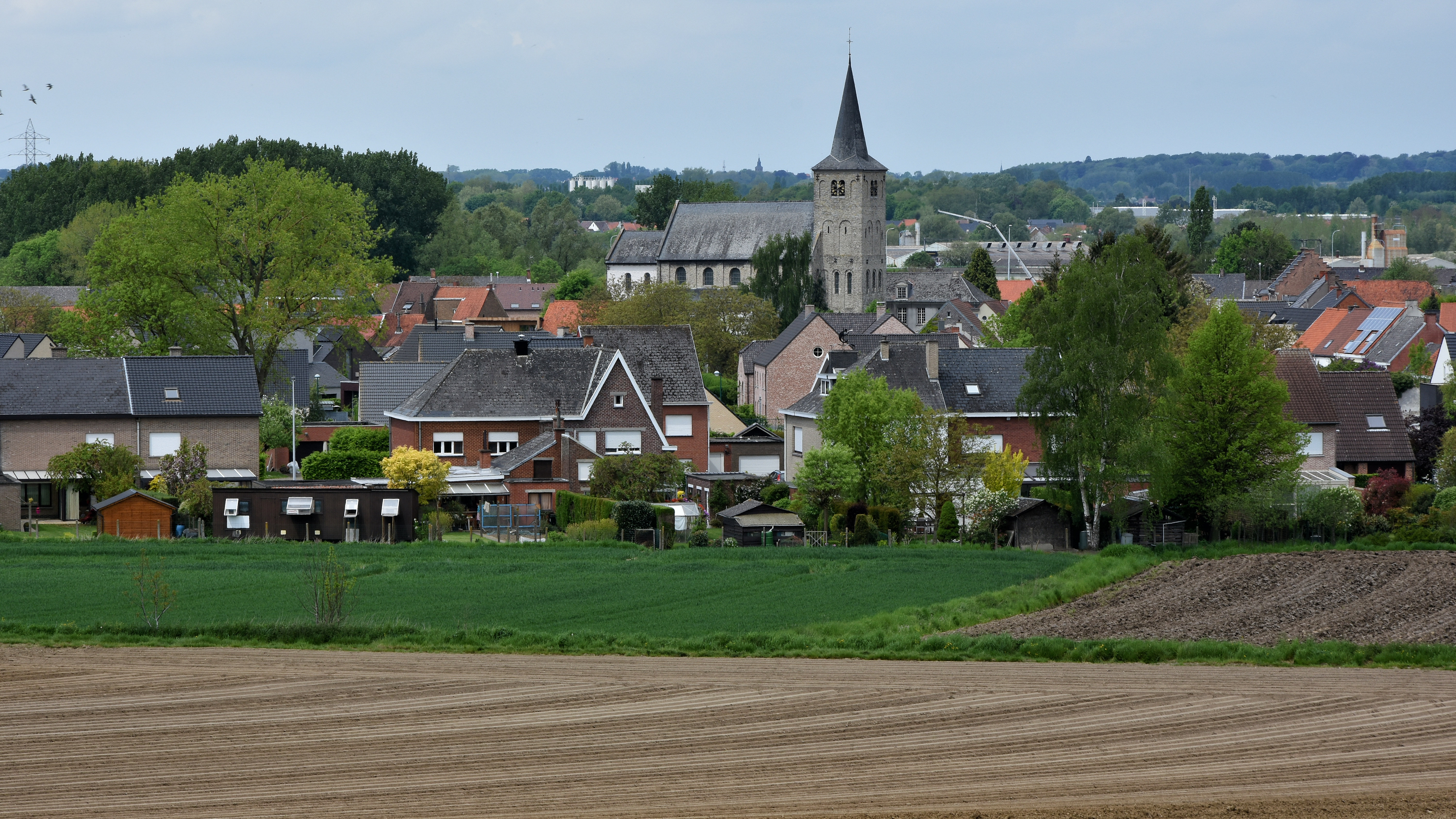
Ename
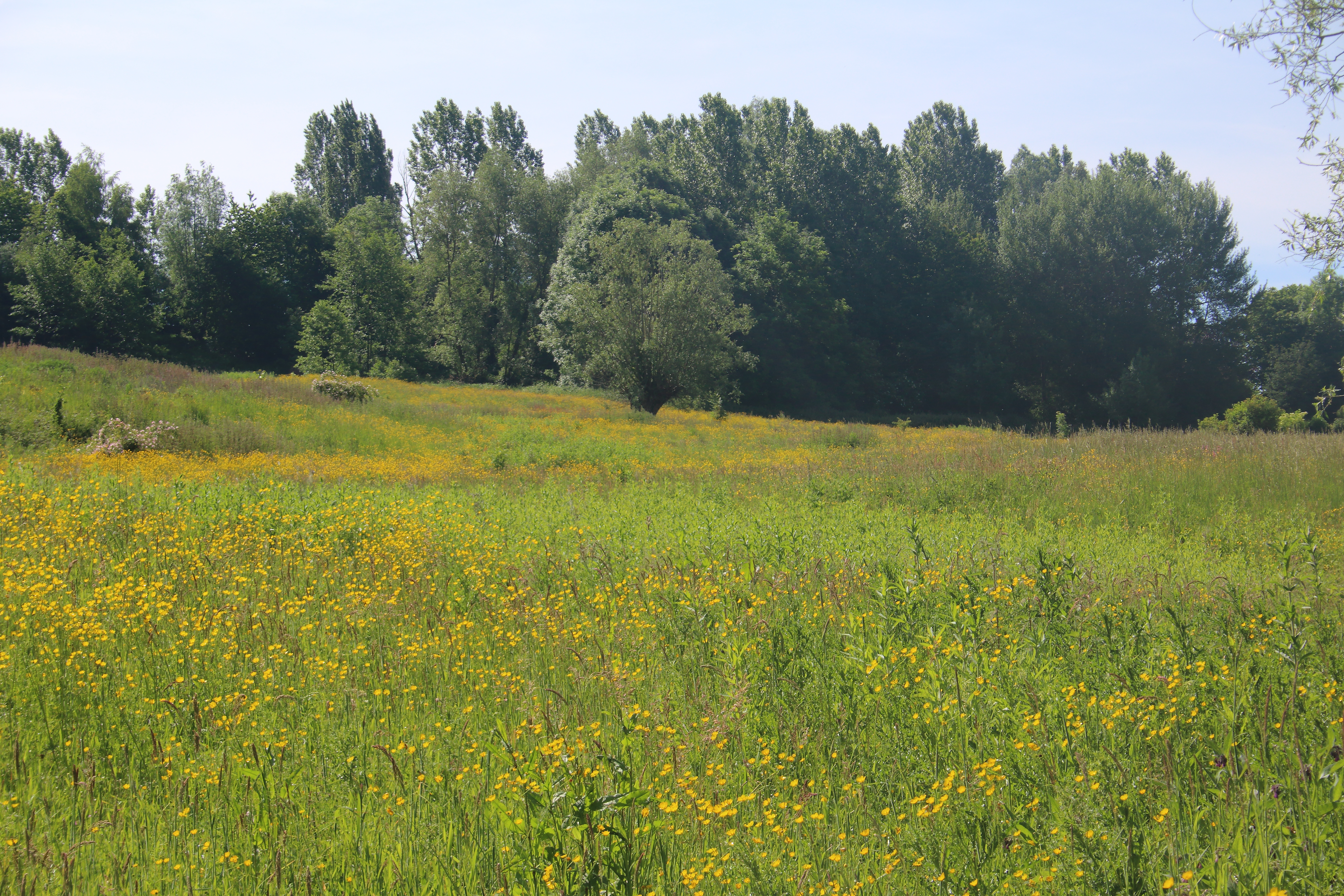
Bos t'Ename
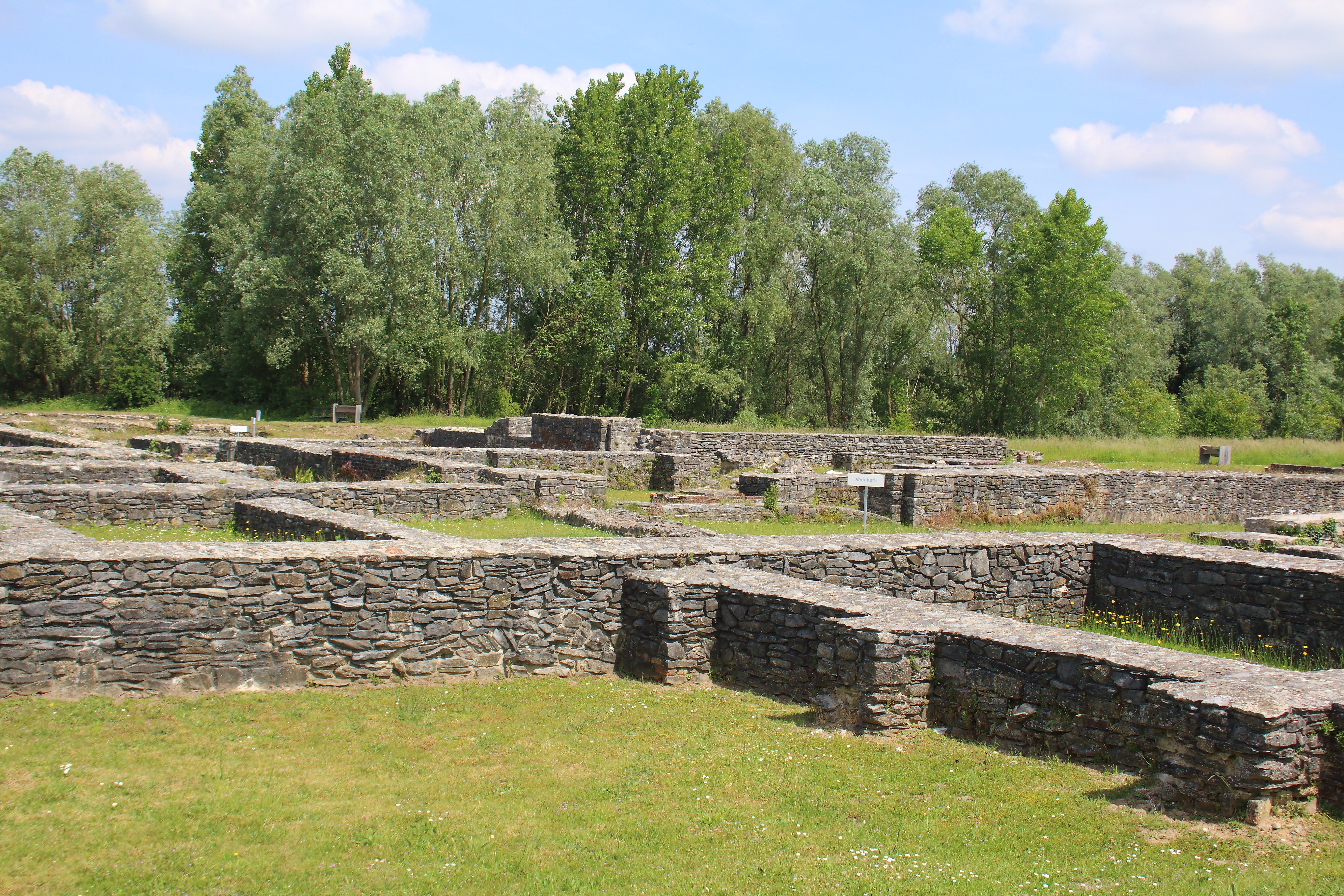
Archeologische site Ename
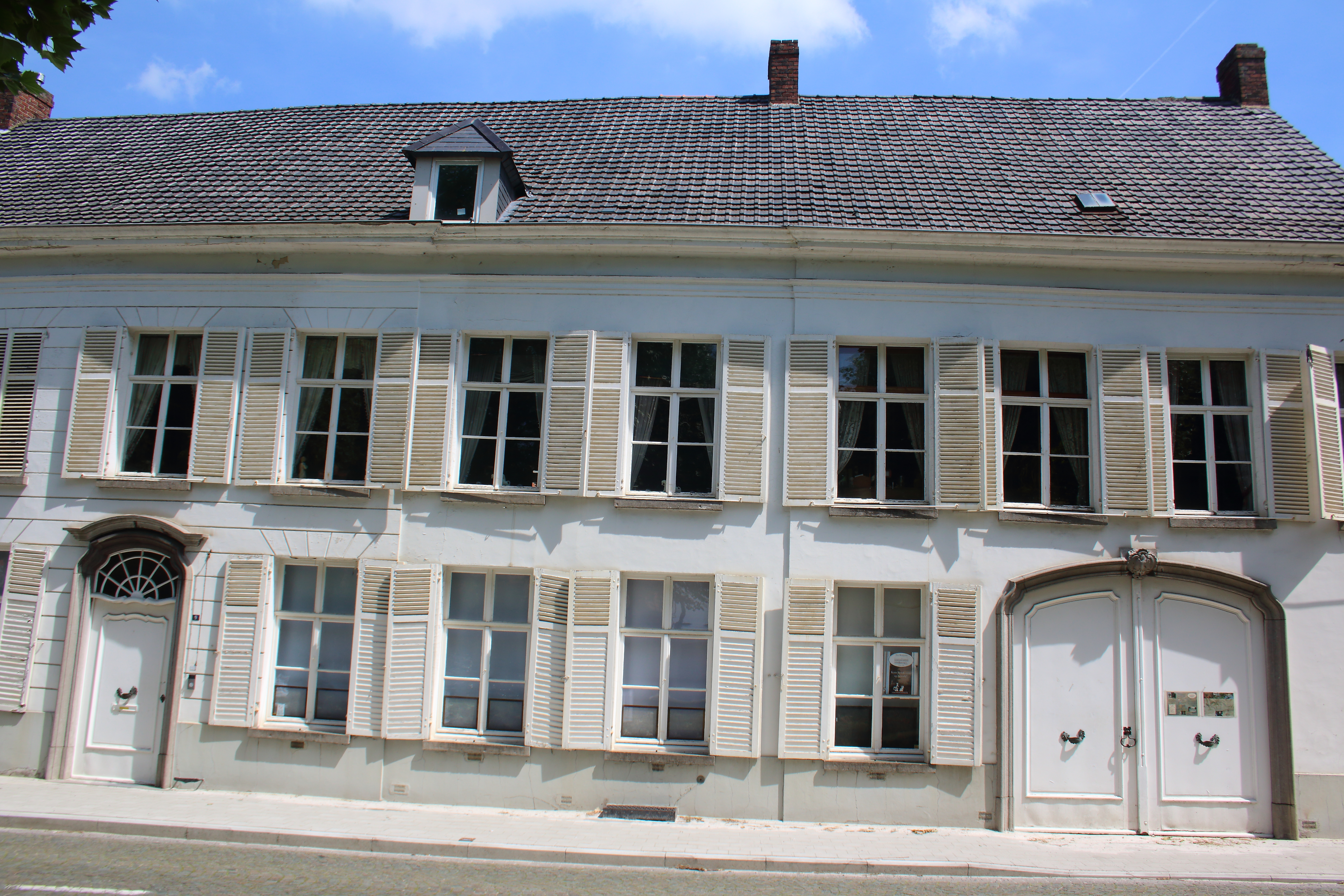
Huis Beaucarne

## Verkeer en vervoer
Van 14 december 1868 tot 3 juni 1984 was er in Ename een treinstation, op de grens met Nederename.

## Bier
Ename is ook de naam van een lokaal door brouwerij Roman gebrouwen bier.

## Trivia
De bijnaam van de inwoners is kletskoppen.

## Nabijgelegen kernen
Oudenaarde, Volkegem, Nederename, Mater
Deelgemeenten: Bevere · Edelare · Eine · Ename · Heurne · Leupegem · Mater · Melden · Mullem · Nederename · Oudenaarde · Volkegem · Welden

Belgische gemeenten · Arrondissement Oudenaarde · Oost-Vlaanderen · Vlaanderen